# Jean Lucienbonnet
Jean Lucienbonnet, geboren als Jean Bonnet (Nice, 7 januari 1923 - Enna Circuit, Sicilië, Italië, 19 augustus 1962) was een Formule 1-coureur uit Frankrijk. Hij reed de Grand Prix van Monaco in 1959 voor het team Cooper, maar kwalificeerde zich niet. Hij verongelukte tijdens een Formule Junior-race.